# Saint-Sylvain-d'Anjou

Saint-Sylvain-d'Anjou este o comună în departamentul Maine-et-Loire, Franța. În 2009 avea o populație de 4,439 de locuitori.